# 総観気象学
総観気象学（そうかんきしょうがく、英語: synoptic meteorology）は、気象学の一分野。

## 概要
気象現象を水平方向の大きさによって分類したとき、1000キロメートルから1万キロメートルの現象を総観スケール (synoptic scale) の現象と呼ぶ。この規模の気象現象を扱うのが総観気象学である。
総観気象学の目的は、高気圧・低気圧や前線、台風など総観スケールの諸現象に関して、その動きや発達等を観測し予測することにある。天気図の気圧配置はその結果として発表される代表的なものである。
気象学の歴史の中では最も古くから扱われている分野である。また、天気予報は一般的に、総観スケールでの天気変化をコンピュータで求めて、その結果を様々な形で解析して予報するため、気象学の中では最も理解度が高い分野である。総観スケールの現象を記述する方程式系をプリミティブ方程式といい、天気予報の基礎となる最も重要な方程式であるほか、研究に用いられている。
総観スケールに対して、積乱雲や集中豪雨などのより小さい規模の現象をメソ気象学といい、荒天や局地現象などの災害になりやすい気象に関してはこちらの分野に属する。規模が変わると環境条件が変わってくるため、少し異なった方程式系を用いる。